# Hyperoplus
Hyperoplus es un género de peces actinopeterigios marinos, distribuidos por aguas del noreste del océano Atlántico, mar del Norte y mar Báltico.

## Especies
Existen solamente dos especies reconocidas en este género:
- Hyperoplus immaculatus (Corbin, 1950)
- Hyperoplus lanceolatus (Le Sauvage, 1824)